# Edina Gangl
Edina Gangl, née le 25 juin 1990 à Mosonmagyaróvár (Hongrie), est une joueuse hongroise de water-polo. Elle est médaillée de bronze aux Jeux de 2020.

## Carrière
Elle joue en tant que gardienne dans l'équipe nationale avec qui elle participe à trois olympiades (2012, 2016 et 2020). Les Hongroises terminent 4es lors des tournois de 2012 et de 2016 avant d'enfin remporter la petite finale lors du tournoi de 2020.
Après sa grossesse en 2023, elle reprend l'entraînement pour essayer de revenir dans l'équipe nationale avant les Jeux de 2024.

## Palmarès

### Jeux olympiques
- Jeux olympiques d'été de 2020 à Tokyo ( Japon) :
  -  médaille de bronze du tournoi féminin

### Championnats du monde
- Championnats du monde de natation 2022 à Budapest ( Hongrie) :
  -  médaille d'argent du tournoi féminin

### Championnats d'Europe
- Championnats d'Europe 2020 à Budapest ( Hongrie) :
  -  médaille de bronze du tournoi féminin
- Championnats d'Europe 2016 à Belgrade ( Serbie) :
  -  médaille d'or du tournoi féminin
- Championnats d'Europe 2014 à Budapest ( Hongrie) :
  -  médaille de bronze du tournoi féminin
- Championnats d'Europe 2012 à Eindhoven ( Pays-Bas) :
  -  médaille de bronze du tournoi féminin